# Niels Ludvig Westergaard
Niels Ludvig Westergaard, född i Köpenhamn 27 oktober 1815, död den 9 september 1878, var en dansk orientalist. Han var far till Harald Westergaard.
Westergaard började studera språk vid Köpenhamns universitet 1833, först nordiska såväl som indiska språk, men efterhand begränsad till sistnämnda kategori. Han fortsatte 1838 sina studier i sanskrit vid Rheinische Friedrich-Wilhelms-Universität i Bonn (under Lassens ledning), och tog där upp studier även i zend och nypersiska. Efter att ha bedrivit studier och forskning även i London och Oxford återvände Westergaard 1839 till Köpenhamn.
Den första frukten av Westergaards tidiga arbete var det viktiga huvudverket Radices linguæ Sanscritæ (1840-1841), en på grundval av de gamla indiska grammatikerna utarbetad ordbok över verbrötterna i sanskrit, med översättningar till latin. Han kom sedan ut med avhandlingen On the Connexion between Sanscrit and Icelandic (1840-1844). 
Därefter kom Westergaard att själv för första gången besöka Persien och Indien. Han ankom till Bombay 15 november 1841. Efter studier av parsernas religion och indiska inskrifter avseglade han därefter 6 januari 1843 till Persien. Ruinerna av Persepolis besöktes tre gånger under sejouren i landet. Huvudintresset ägnades åt de achemenidernas inskrifter och åt kilskriften samt zoroastrismen. Ett brev från denna period publicerades i Journal of the Royal Asiatic Society (VIII, 349 ff., 1846). Efter att ha blivit allvarligt sjuk återvände Westergaard så via Ryssland till hemlandet, dit han kom nyårsdagen 1844.
I hemlandet utnämndes Westergaard först till lektor och så 1845 till extra ordinarie professor i indisk-orientalisk filologi. Ordinarie professor blev han 1850. Westergaard var 1848-49 medlem av den grundlagsstiftande riksförsamlingen och 1853-65 redaktör av Historisk Tidsskrift. Han blev 1849 medstiftare av och sedan ordförande för Det nordiske literatursamfund. 1867-1868 var Westergaard universitetets rektor. År 1868 blev han hedersdoktor vid Lunds universitet. 
Bland hans skriftliga arbeten förtjänar nämnas: "Zur Entzifferung der Achämenidischen Keilschrift zweiter Gattung" (i engelsk version: "On the deciphering of the Second Achæmenian or Median Species of Arrowheaded Writing", publicerad i Det Kongelige Nordiske Oldskriftselskabs "Mémoires" 1840-44, sidan 271 ff.), samt "Codices Indici bibliothecæ regiæ Hauniensis enumerati et descripti, cum indice codicum Indicorum et Iranicorum bibliothecæ universitatis Hafniensis" (1846). Westergaards andra större arbete är textupplagan av Zendavesta (1852-54). 
Han utgav även Bundehesh, liber pehlevicus (1851) och gjorde det första betydelsefulla försöket att tolka den andra (sakiska) arten af de akemenidiska kilskrifterna (1845 och 1854). Hans avhandlingar om Zendavestas Alder og Hjemstavn, med Bidrag til den oldiranske Mythologi (1852). Om de ældste Tidsrum i den indiske Historie (1860, fortsättning 1867) och Om de indiske Kejserhuse fra det 4. til det 10. Aarhundrede (1867) vittnar likaledes om hans lärdom och skarpsinne.